# Ferdinand von Dörnberg
Ferdinand Ernst Wilhelm Karl Freiherr von Dörnberg (* 10. Juli 1833 in Siegen; † 15. August 1902 in Kassel) war ein preußischer Generalleutnant.

## Leben

### Herkunft
Ferdinand war ein Sohn des Oberforstmeisters Karl von Dörnberg (1796–1873) und dessen Ehefrau Emma, geborene von Rohr (1802–1877). Sein Bruder Hermann (1828–1893) stieg ebenfalls zum Generalleutnant auf.  Albert (1824–1915) war Abgeordneter, Julius (1837–1922) Landrat in Kassel und Heinrich (1831–1905) Historienmaler.

### Militärkarriere
Dörnberg besuchte das Gymnasium in Arnsberg und trat am 5. November 1852 in das Garde-Reserve-Infanterie-Regiment der Preußischen Armee ein. Mit seiner Beförderung zum Sekondeleutnant wurde er am 7. März 1854 in das 9. Husaren-Regiment nach Trier versetzt und ab Mitte August 1857 als Regimentsadjutant verwendet. Daran schloss sich von Juli 1860 bis Ende Juni 1864 eine Kommandierung als Adjutant zur 15. Kavallerie-Brigade nach Köln und die zwischenzeitliche Beförderung zum Premierleutnant an. Anfang Mai 1866 erfolgte seine Ernennung zum Adjutanten beim Generalkommando des VIII. Armee-Korps in Koblenz. Im gleichen Jahr nahm Dörnberg als Adjutant der Elbarmee während des Deutschen Krieges an den Kämpfen bei Hühnerwasser, Münchengrätz und Königgrätz teil. Für sein Verhalten erhielt er den Kronenorden IV. Klasse mit Schwertern und kehrte nach dem Friedensschluss zum 9. Husaren-Regiment zurück. Dort avancierte Dörnberg am 30. Oktober 1866 zum Rittmeister und Eskadronchef. Mitte Februar 1870 wurde er Adjutant beim Generalkommando des XI. Armee-Korps in Kassel. In dieser Stellung nahm Dörnberg 1870/71 während des Krieges gegen Frankreich an den Schlachten bei Weißenburg, Wörth und Sedan, der Beschießung von Pfalzburg sowie der Belagerung von Paris teil.
Ausgezeichnet mit dem Eisernen Kreuz II. Klasse erhielt Dörnberg am 23. Oktober 1873 den Charakter als Major sowie am 16. April 1874 das Patent zu seinem Dienstgrad. Vom 15. Juli 1875 bis zum 6. Dezember 1880 war er als etatsmäßiger Stabsoffizier im Westfälischen Ulanen-Regiment Nr. 5 tätig und wurde anschließend unter Stellung à la suite mit der Führung des Kurmärkischen Dragoner-Regiments Nr. 14 in Colmar beauftragt. Nachdem Dörnberg am 16. September 1881 zum Oberstleutnant befördert worden war, wurde er am 18. Oktober 1881 zum Regimentskommandeur ernannt und stieg in dieser Eigenschaft am 14. Juli 1885 zum Oberst auf. Unter Stellung à la suite folgte am 22. März 1887 seine Versetzung als Kommandeur der 18. Kavallerie-Brigade nach Altona. Bereits am 17. April 1888 entband man Dörnberg von diesem Kommando und ernannte ihn zum Kommandanten von Altona und über die in Hamburg stationierten Truppen. In dieser Eigenschaft wurde er am 6. November 1888 Generalmajor und erhielt am 16. Mai 1891 den Charakter als Generalleutnant. Anlässlich des Ordensfestes im Januar 1893 mit dem Kronenorden II. Klasse mit Stern ausgezeichnet, wurde Dörnberg am 7. Juni 1894 unter Verleihung des Roten Adlerordens II. Klasse mit Eichenlaub mit der gesetzlichen Pension zur Disposition gestellt.
Er war Rechtsritter des Johanniterordens.

### Familie
Dörnberg verheiratete sich am 16. März 1886 in Potsdam mit Marie von Behr (1859–1911) aus dem Hause Schmoldow.